# Pancakes aan 't IJ
Pancakes aan 't IJ was een kunstwerk in Amsterdam-Centrum.
De kunstenaar Hugo Kaagman had voor het bedrijf Pancakes Amsterdam verscheidene kunstwerken ontworpen. Bovendien verzorgde hij voor een aantal filialen ook de inrichting. Hij gaf het zijn persoonlijke stijl mee met de nadruk op aan Delfts blauw gelijkende attributen. In mei 2018 opende het bedrijf een nieuw filiaal, Pancakes Amsterdam Aan 't IJ, op (het restant van) Steiger (pier) 10 aan de De Ruijterkade in het IJ. Het vestigde zich in het kleine gebouwtje op deze pier aan de achterzijde van het Amsterdamse Centraal Station dat weerstand heeft geboden aan de vernieuwingen rondom dat station. In dit gebouw uit 1933 was oorspronkelijk een rederijkantoor gevestigd. Sinds 2002 is het een rijksmonument; het gebouwtje is dan al tientallen jaren gekleurd in blauw en wit. In de kunst van Kaagman overheersen die kleuren ook, passend bij zijn voorkeur voor Delfts blauw. Vanwege de monumentstatus mag er (bijna) niets aan het gebouw gewijzigd worden, dus Kaagman beperkte zich tot de omgeving. Er verrezen grote vazen en tegeltableaus, maar Kaagman verzorgde ook kleurige vaten, omgebouwd tot plantenbakken.

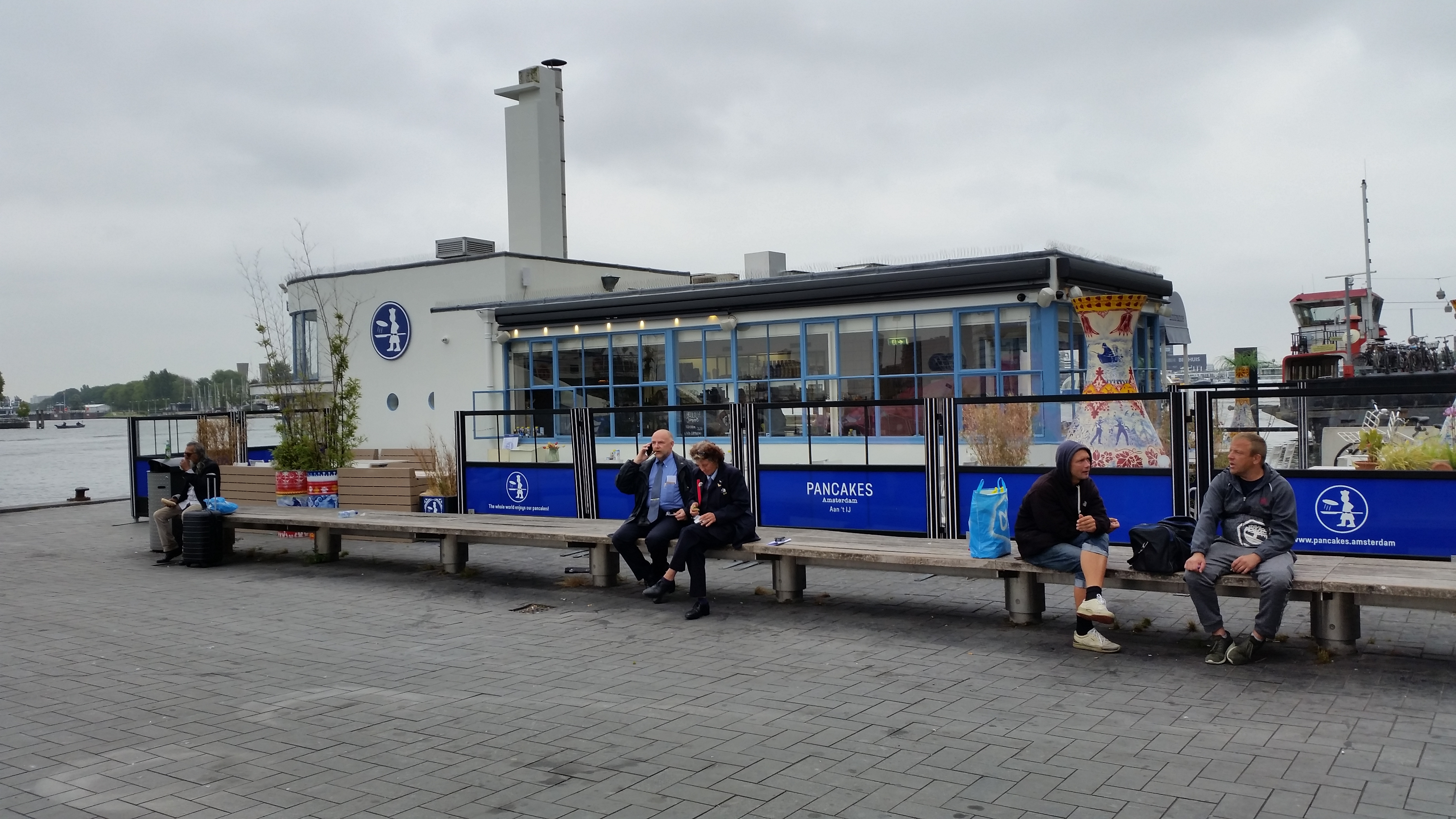
De vaas en het gebouw (augustus 2018)